# Vulgichneumon terminalis
Vulgichneumon terminalis är en stekelart som först beskrevs av Cresson 1864.  Vulgichneumon terminalis ingår i släktet Vulgichneumon och familjen brokparasitsteklar. Inga underarter finns listade i Catalogue of Life.